# John Galán Casanova
John Galán Casanova (Bogotá, 1970) es un poeta, ensayista, traductor y coordinador de talleres literarios colombiano. Su poesía trata de alcanzar la profundidad y la complejidad a través de una lengua deliberadamente cotidiana, con la que dice no a la figura analógica y alegórica trabajada por la poesía y la retórica tradicionales y, en cambio, busca la ironía como fundamento o génesis de su textualidad.

## Biografía
Estudió Literatura en la Universidad Nacional de Colombia, donde primero había cursado cuatro semestres de Filosofía. En la recién creada carrera de Literatura, recibió clases de poetas como Piedad Bonnett, Luz Mary Giraldo y Harold Alvarado Tenorio. Allí conoció a su principal mentor, el también poeta, profesor y crítico David Jiménez.
En la Casa de Poesía Silva, asistió al taller orientado por Juan Manuel Roca, quien lo invitó a colaborar en el Magazín Dominical de El Espectador.
Su primer libro, ALMAC N AC STA, obtuvo el Primer Premio Nacional de Poesía Joven Colcultura en 1993. A comienzos de ese año se radicó en Medellín, donde permaneció una década. En esa ciudad escribió El coraz´n portatil (1999) y AY-YA (2001), y creó la red de talleres literarios Raíz de cinco para las bibliotecas de Comfenalco.
Entre 1994 y 1995, sostuvo la columna «En el camino» para El Espectador. Por esos tiempos, a raíz de su alianza con la maestra de danza contemporánea Lindaira Espinosa, el fotógrafo Juan Ospina y el músico César Grisales, fndó el colectivo Poesía ácida.
En 2003 regresó a Bogotá. Dos años después publicó Luis Tejada. Vida breve, crítica crónica. En 2010, su libro Árbol talado recibió el Premio Internacional de Poesía Villa de Cox. LI poemas para Li, fruto de su residencia en Venezuela, apareció en 2013.
Ha traducido y publicado la antología El tiempo que me escribe, de Affonso Romano de Sant'Anna (2012), Once poetas brasileños (2013) y Orillas de América Literaria Poesía brasilera contemponánea (2020).
Editadas por la Universidad Externado y la Universidad Nacional, preparó dos antologías personales, Al pie de la letra (2008) y 14'287.893'850.128 y otros poemas (2013). En 2018 reeditó su obra poética en Envío vers.o.s.. OBRA RE-UNIDA 1993-2018. En 2021 publicó El inmortal.
Como tallerista y poeta, ha enseñado escritura creativa en la Universidad de los Andes y la Universidad Javerianda. Coordinó el club de poesía de la biblioteca Luis Ángel Arango y el taller de creación de la Casa Silva.

## Obras publicadas

### Poesía
- ALMAC N AC STA (1993).
- El coraz´n portatil (1999).
- AY-YA (2001).
- Al pie de la letra (antología, 2008).
- Árbol talado (2010).
- LI poemas para Li (2013).
- 14'287.893'850.128 y otros poemas (antología, 2013).
- Envío vers.o.s.. OBRA RE-UNIDA 1993-2018 (recopilación, 2018).
- El inmortal (2021).

### Ensayo
- Luis Tejada. Vida breve, crítica crónica (2005).

### Traducción
- El tiempo que me escribe de Affonso Romano de Sant'Anna (2012).
- Once poetas brasileños (2013).
- Orillas de América Literaria Poesía brasilera contemponánea (2020).